# Jake Sandvig
Steven Jacob Sandvig, ou Jake Sandvig (Clovis, Califórnia, 8 de setembro de 1986) é um ator estadunidense.
Participou de alguns filmes e seriados na televisão, destacando-se por sua participação no filme “Super Escola de Heróis”, em 2005.

## Filmografia
- 2010 - Easy A .... Anson
- 2009 - Fired Up! .... Downey
- 2007 - Parental Guidance Suggested .... Hank
- 2005 - Sky High .... Lash
- 2004 - Cracking Up .... Preston Shackleton (série de televisão)
- 1999 - The Story of Us .... Josh Jordan aos 12 anos